# 克雷格·埃洛
乔尔·克雷格·埃洛（英語：Joel Craig Ehlo，1961年8月11日—），美国NBA联盟前职业篮球运动员。他在1983年的NBA选秀中第3轮第1顺位被休斯顿火箭选中。